# 六郷政恒
六郷 政恒（ろくごう まさつね）は、江戸時代後期の大名。出羽国本荘藩の第9代藩主。官位は従五位下・兵庫頭。

## 生涯
文化8年（1811年）、六郷政芳（第7代藩主・六郷政速の長男）の長男として誕生した。正室は増山正寧の娘。
文政5年（1822年）12月14日、叔父の先代藩主・六郷政純（政速の三男）が嗣子なくして早世したため、末期養子として家督を相続した。文政9年（1826年）11月15日、11代将軍・徳川家斉に拝謁した。同年12月16日、従五位下・兵庫頭に叙任する。
その治世中に慢性的な藩財政の困窮は続き、借財を重ねたが好転はせず、天保14年（1843年）に藩は、藩財政を任せていた酒田の豪商本間家に以降の取引を停止されている。
嘉永元年（1848年）2月22日に隠居し、次男の政殷に家督を譲った。同年4月27日、病気の湯治のため、本荘への移住を許可される。
嘉永3年（1850年）10月16日、死去。享年40。

## 系譜
父母
- 六郷政速（実父）
- 堀直教の娘（実母）
- 六郷政純（養父）

正室
- 増山正寧の娘

子女
- 六郷政殷（次男）
- 琴子
- 清子
- 頌子
- 虎子